# Ralph Anspach
Pour les articles homonymes, voir Anspach.
Ralph Anspach, (né en 1926) est un professeur américain d’économie à la retraite qui a enseigné à l’université d'État de San Francisco. Il est diplômé de l’université de Chicago.

## Biographie

### Indépendance d'Israël
En 1948, il s’est battu pour l’indépendance d’Israël en s’engageant dans le corps de volontaires étrangers Mahal.

### Anti-Monopoly
Il est connu pour avoir inventé le jeu Anti-Monopoly en 1973, ce qui entraîna l’année suivante un procès pour violation du droit des marques intenté par la société Parker Brothers. En 1979, après des années de procédures, les deux parties arrivèrent à un accord qui autorisait le professeur Anspach à utiliser le nom Anti-Monopoly.
Ralph Anspach meurt en mars 2022 à 96 ans.